# Le Miracle des loups (film, 1924)
Pour les articles homonymes, voir Le Miracle des loups.
Pour plus de détails, voir Fiche technique et Distribution.
Le Miracle des loups est un film français d'aventure historique réalisé en 1924 par Raymond Bernard.

## Synopsis
Film historique développant la chronique du règne du roi Louis XI d'après un roman d'Henry Dupuy-Mazuel. Charles Dullin incarne un Louis XI retors et malicieux, intelligent et habile politique qui rassemble patiemment les morceaux du royaume de France.

## Fiche technique
- Réalisation : Raymond Bernard
- Assistant à la réalisation : Jean Hémard
- Scénario : Raymond Bernard, Jean-José Frappa et André Paul Antoine d'après le roman éponyme de Henri Dupuy-Mazuel
- Décors : Robert Mallet-Stevens et Jean Perrier
- Costumes : dessinés par Job (Jacques Onfroy de Bréville)
- Images : Robert Batton, Marc Bujard, Franck Daniau-Johnston, Maurice Forster, René Gaveau et Julien Ringel
- Musique : Henri Rabaud
- Production : Les Films historiques
- Pays d'origine : France
- Format : noir et blanc puis teinté en 2012 - 1.33 - 4/3 - film muet avec accompagnement musical en Dolby Digital Stéréo 2.0
- Genre : aventures historiques
- Durée : 130 minutes
- Sortie : Au cinéma Le Marivaux à Paris le 28 novembre 1924

## Distribution
- Lucien Bataille
- Armand Bernard : Bische
- Raymond Bernard : Le joueur d'échec
- Pierre de Canolle
- Colette Darfeuil : une servante de Jeanne
- Suzanne Delprato
- Pierre Denols : Coitier
- Line Doré
- Charles Dullin : Le roi Louis XI
- Émile Engeldorff
- Jean-Émile Vanni-Marcoux : Charles le Téméraire
- Arlette Genny : une servante de Jeanne
- Robert Guilbert : Le duc de Bourbon
- Francis Halma : Olivier le Daim
- Philippe Hériat : Tristan l'Ermite
- Pierre Hot : Dieu dans Le Jeu d'Adam
- Pierrette Houyez
- Édith Jéhanne
- Romuald Joubé : Le chevalier Robert Cottereau
- Fernand Mailly : Philippe Le Bon
- Ernest Maupain : Fouquet
- Gaston Modot : Le comte du Lau, sire de Châteauneuf
- Albert Préjean : Un soldat
- Rémond
- Maud Richard
- Émilien Richaud : Commines
- Yvonne Sergyl : Jeanne Fouquet, future Jeanne Hachette
- Hietta Stella
- Germaine Vallée

## Autour du film
Cette superproduction est l'un des événements cinématographiques des années 1920. La première de gala se déroule à l'Opéra, le 13 novembre 1924, en présence du président de la République Gaston Doumergue et Raymond Bernard obtient un laissez-passer pour y assister 
Le tournage du siège de Beauvais filmé sous les remparts de Carcassonne nécessita de 1000 à 4000 figurants auxquels vinrent s'intégrer des unités de troupes en garnison dans la région. Ce vaste déploiement nécessita pour la synchronisation des mouvements  l'utilisation de signaux optiques et l'installation d'un réseau téléphonique. On utilisa aussi de 3 à 15 caméras et des centaines de chevaux. Pour la scène du combat avec les loups, le réalisateur ne voulut pas intégrer de chiens. Il fallut emprunter huit loups de Russie du cirque Amar dressés par Jim Rhio . Les nombreux décors réalisés aux studios de Joinville, dont la cour de Louis XI, furent imaginés et réalisés sous la direction de Robert Mallet-Stevens. Les extérieurs furent tournés au col de Porte, au col du Galibier, au château de Pierrefonds et à Carcassonne de novembre 1923 à mai 1924.
Sorti initialement en muet, le film est sonorisé en 1930 et annoncé avec une belle affiche de Georges Scott. L'artiste P. M. Chabrier lui, préféra faire la publicité en représentant une féroce meute de loups.
Des renseignements ont été pris dans le livret du coffret de la collection prestige qui regroupe trois films de Raymond Bernard: Le Miracle des loups, Le joueur d'échecs et Tarakanova.
Une nouvelle version du  Miracle des loups a été réalisé en 1961 par André Hunebelle avec Jean Marais dans le rôle principal.

## Webographie
- Pierre-Olivier Bouchard, « Le miracle des loups et La Société des romans historiques filmés : l'âge d'or manqué du roman historique », Belphégor. Littératures populaires et culture médiatique, nos 18-2 « Roman Populaire Espagnol - Roman historique, 1900-1950 »,‎ 2020 (lire en ligne).